# Excursionismo
Excursionismo (en inglés, trekking), del vocablo excursio que significa 'viaje corto', compuesto por el prefijo ex ('hacia afuera'), el verbo currere ('correr'), del sufijo –sión ('acción') e ismo del latín ismus, indica la acción de desplazarse de un lugar a otro en forma de visita, paseo, recorrido o travesía, tanto con fines académicos como recreativos. Se considera una actividad física que generalmente se realiza a pie, en bicicleta o a caballo por un medio natural, como por ejemplo montañas, bosques, selvas, costas, entre otros.

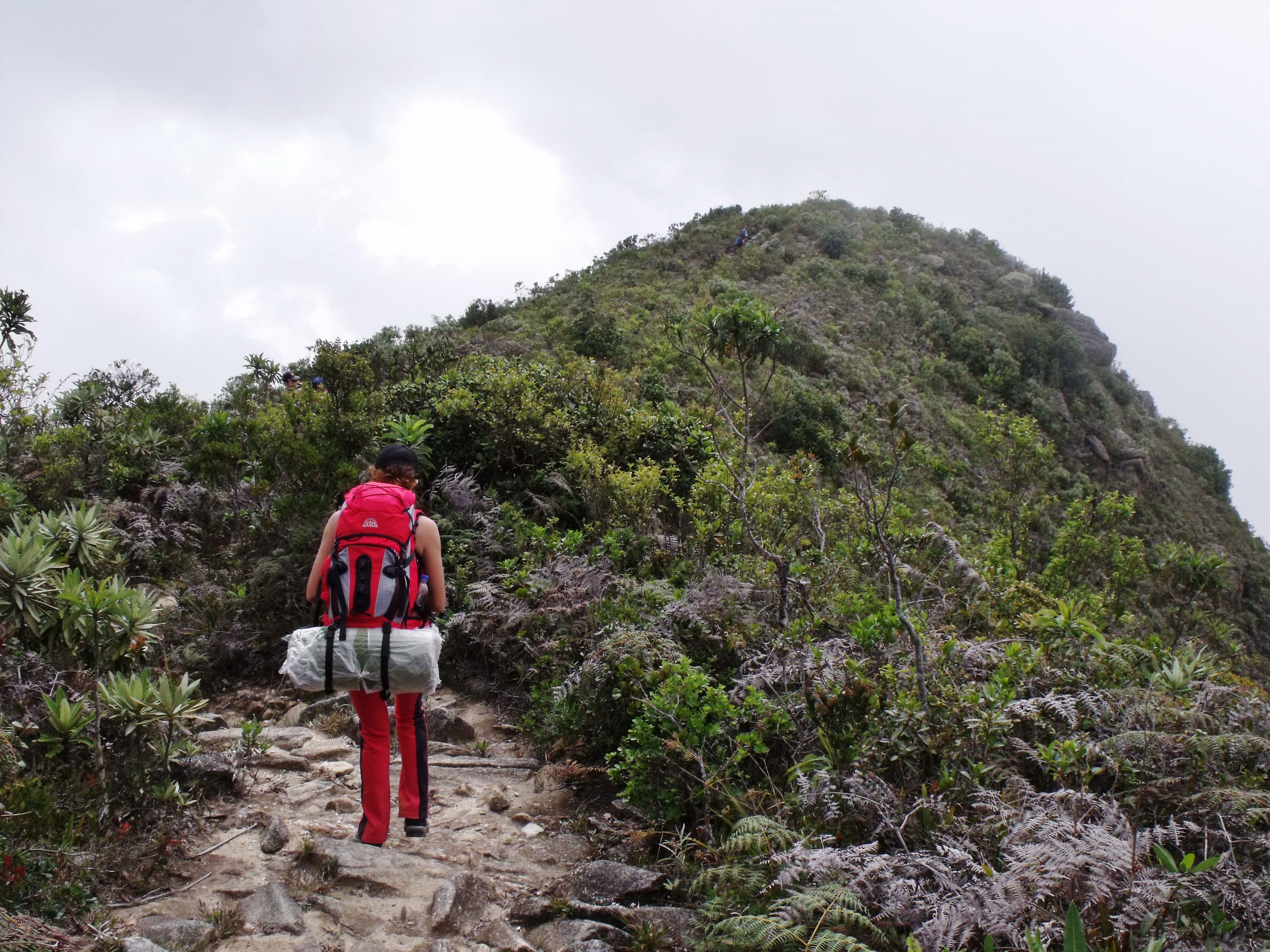
El parque natural es el lugar ideal para la práctica del excursionismo.

## Definición
El excursionismo es una actividad física que consiste en realizar travesías por rutas especialmente naturales, lo que le da el título de deporte de aventura, el cual exige el respeto al medio ambiente, de allí a que esta actividad reciba también el nombre de turismo ecológico. Al igual que cualquier otro deporte sigue ciertas reglas y técnicas  relacionadas con los cuidados propios de un deporte que, según el contexto medioambiental, podría ser extremo.

### Evolución del concepto
La actividad de recorrer el medio ambiente proviene de tiempos remotos para el hombre, sin embargo esta práctica no ha tenido el nombre de excursionismo desde sus inicios. Por ejemplo, en la prehistoria el ser humano realizaba travesías y formaba rutas para encontrar sus alimentos, trasladarse de un territorio a otro, conocer su hábitat natural e incluso escapar de otras especies, lo cual se convertía en una actividad propia para su supervivencia, pues en esos vestigios históricos el excursionismo no se realizaba como actividad lúdica, pedagógica, recreativa o deportiva, aun cuando se tomaban riesgos propios de la actividad en cuestión.

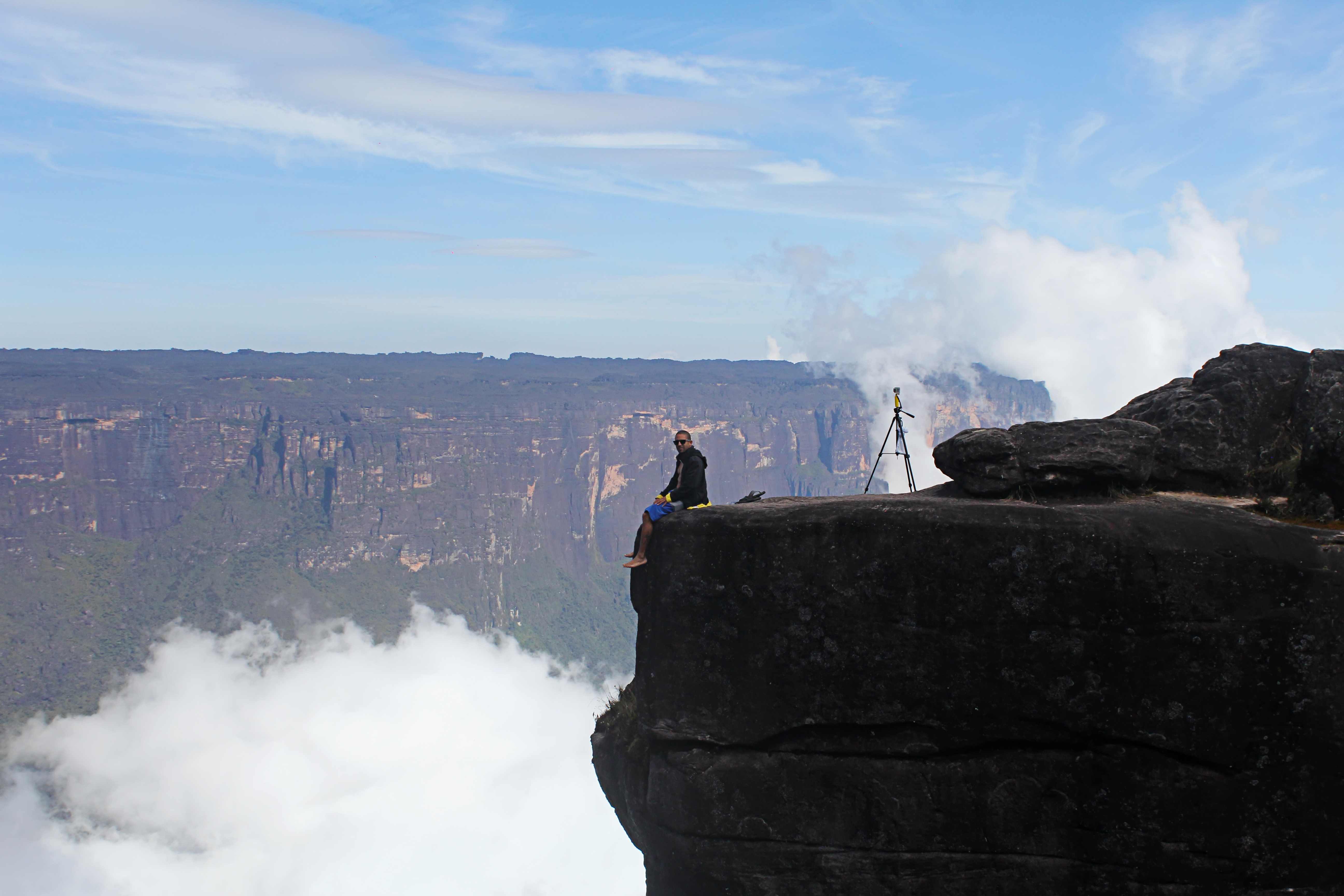
Excursionista en el Roraima.

Sin embargo, con el paso del tiempo y el desarrollo cultural, académico y social, el hombre fue evolucionando y agrupándose en sociedades. Fue precisamente con esta evolución que surge el concepto de excursionismo, el cual nace como tal en el siglo XVIII de la mano de la revolución industrial, del movimiento de Ilustración y de la expansión de la nueva clase media, la burguesía, que trajo consigo una modernización cultural que se extendería a Europa y, posteriormente, a América, donde actividades académicas y recreativas tendrán mayor relevancia, como el excursionismo. Durante el siglo XVIII, hubo personalidades fanáticas del excursionismo como el filósofo francés Jean-Jacques Rousseau, pues era un hombre aficionado a la botánica y a las excursiones a pie, sin embargo se destacó más el pedagogo suizo Johann Heinrich Pestalozzi, quien creó una escuela de botánica con la que promovía hacer de este aprendizaje un conocimiento relacionado directamente con la acción en campo, por lo que el excursionismo se convirtió  en una actividad relevante en su vida académica.

### Concepto actual
El excursionismo desde la primera mitad del siglo XIX es considerado formalmente una actividad deportiva que consiste en realizar travesías siguiendo ciertas reglas y técnicas con el uso adecuado de ciertos elementos propios del equipo de excursión. Varias ciencias han contribuido a la divulgación de esta actividad, dado que el conocimiento científico ha crecido considerablemente y ha dado aportes fundamentales para expandir masivamente el excursionismo. Como respuesta a esto, en 1857 se funda el primer club alpino del mundo en Londres, que daría ejemplo para el resto de clubes, posteriormente fundados en el resto del mundo.
En la actualidad, el excursionismo es principalmente practicado en Europa, América del Sur y Asia, sin embargo no se excluye otras regiones del mundo. Aunque se trata de una actividad recreativa, es importante poner a consideración que quienes más practican excursionismo son los “geógrafos, arqueólogos, paleontólogos, biólogos, artistas y deportistas”. Aunque hay cierto equipamiento para excursionar, debe entenderse que esta es una actividad física que recibe tal nombre siempre y cuando no se use algún objeto mecánico para lograr el traslado o travesía.
Con la evolución del concepto, hoy se considera al excursionismo como un deporte de aventura y/o deporte extremo según las condiciones físicas del medio natural en el que se lleva a cabo. Sin embargo, esta actividad se diferencia de la mayoría de deportes extremos al darse en ambientes naturales y no en otros contextos con potencial peligrosidad.

## Reglas básicas del Excursionismo
El excursionismo cuenta con ciertas reglas básicas, como cualquier otra actividad física o deporte:
- Seguridad, la cual es básica en cualquier actividad física.
- Respeto al medio ambiente, pues el hábitat de especies de fauna y flora, y en ocasiones de campesinos del lugar.
- No utilizar vehículos motorizados, ya que estos pueden producir daños al espacio físico por el que se excursiona, además una de las características de la actividad en cuestión es el no uso de objetos mecánicos para el traslado.
- Realización de un plan de excursión previo, lo cual da más seguridad y protección a los partícipes de la excursión, evitando desorientación y otros riesgos.
- Usar los elementos de orientación necesarios, dado que son los que dan dirección a la travesía, evitando riesgos durante el tiempo de excursión.[8]

## Plan de excursión
Es sumamente importante considerar factores tales como las personas que asistirán y su respectiva condición física, el clima probable del lugar a visitar, el equipo mínimo indispensable tanto personal como colectivo y los conocimientos necesarios para realizar tal excursión, entre otros, ya que de esto depende el éxito de la actividad. Dicho esto, un plan de excursión se caracteriza por:
- Definir el lugar y duración de la excursión, por lo general, teniendo en cuenta el interés científico, histórico y/o cultural de los partícipes de esta.
- Obtener información previa, tanto de las condiciones físicas del lugar, como meteorológicas, sobre las diferentes rutas de llegada y la distancia.
- Calcular el tiempo aproximado de travesía, para así determinar cuál debe ser el equipamiento adecuado para la excursión, que incluye la cantidad de viáticos necesarios.
- Localización de los puntos clave en la ruta, dado que estos pueden funcionar como puntos de encuentro en caso de desorientación o pérdida de algún integrante de la excursión.
- Contar con medidas de precaución, sobre todo relacionadas con la salud de los excursionistas, por ello uno de los elementos obligatorios es un botiquín, entre otros elementos básicos para la actividad.

## Equipamiento del excursionista
Toda excursión requiere de un equipamiento básico que incluya diferentes elementos, los cuales dependerán tanto de la geografía del lugar a recorrer como de la cantidad de tiempo que se emplee en la actividad.

### Alimentación
El excursionismo requiere de forma indispensable contar con la suficiente agua y bebidas energéticas según la duración de la actividad; asimismo, los alimentos que se lleven para el trayecto no solo deben satisfacer las necesidades de los excursionistas, sino que deben contar con los nutrientes que proporcionen bastante energía ocupando poco espacio, por ejemplo chocolate, frutos frescos y secos, barras de cereales, entre otros.

### Vestuario
Teniendo en cuenta que el excursionismo es una actividad física, por lo general a pie, requiere de una vestimenta adecuada para el medio por el que se va a transitar. Lo más común es usar botas de media caña, con suela antideslizante y cómodas. En cuanto a la ropa, debe ser adecuada al clima del lugar al que se visitará, se recomienda que sean pantalones y prendas de manga larga para la protección de los rayos solares y de picaduras. Para la cabeza, es apropiado llevar un pañuelo que refresque esta parte del cuerpo, aún más para quienes sufren un desmayo, una herida, una lesión o fractura.

### Equipo de campamento

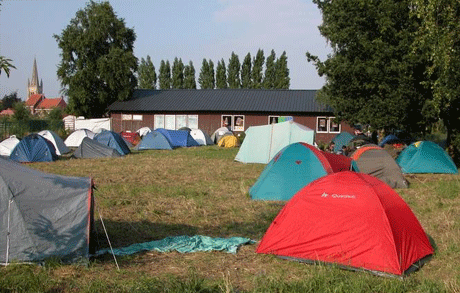
Campamento.

Como se ha indicado anteriormente, los elementos que se requieren en el excursionismo dependen de la duración de la actividad, por ello hay algunos elementos que son esenciales para cualquier duración, mientras que otros están sujetos a esta:

#### Lista de elementos esenciales
- Ropa y calzado adecuados para las condiciones de la actividad, así como mochila de tamaño apropiado.
- Alimento y un medio para prepararlo (utensilios, olla, etc.).
- Recipientes de agua y purificadores.
- Mapa del lugar de excursión.
- Botiquín de primeros auxilios.
- Brújula y, como complemento, un Sistema de Posicionamiento Global (Global Positioning System-GPS): Estos corresponden a elementos propios de la orientación. Algunos consideran que tener un guía con un buen conocimiento sobre el sistema de posición de las estrellas y del sol es importante para situaciones en las que no se cuenta con los demás elementos o aun cuando se cuenta con ellos.[9][10]
- Pedernal, encendedor y/o fósforos.
- Lámpara y/o linterna.
- Cuchillo o navaja.
- Cuerda.
- Elementos para protegerse de los rayos solares (lentes, protector, gorros, etc.).
- Tienda de campaña o carpa – colchoneta aislante, o saco de dormir (según la duración de la actividad).

## Tipos de excursionismo
A continuación se indica algunas modalidades de excursionismo que son importante tener en cuenta a la hora de participar en dicha actividad:

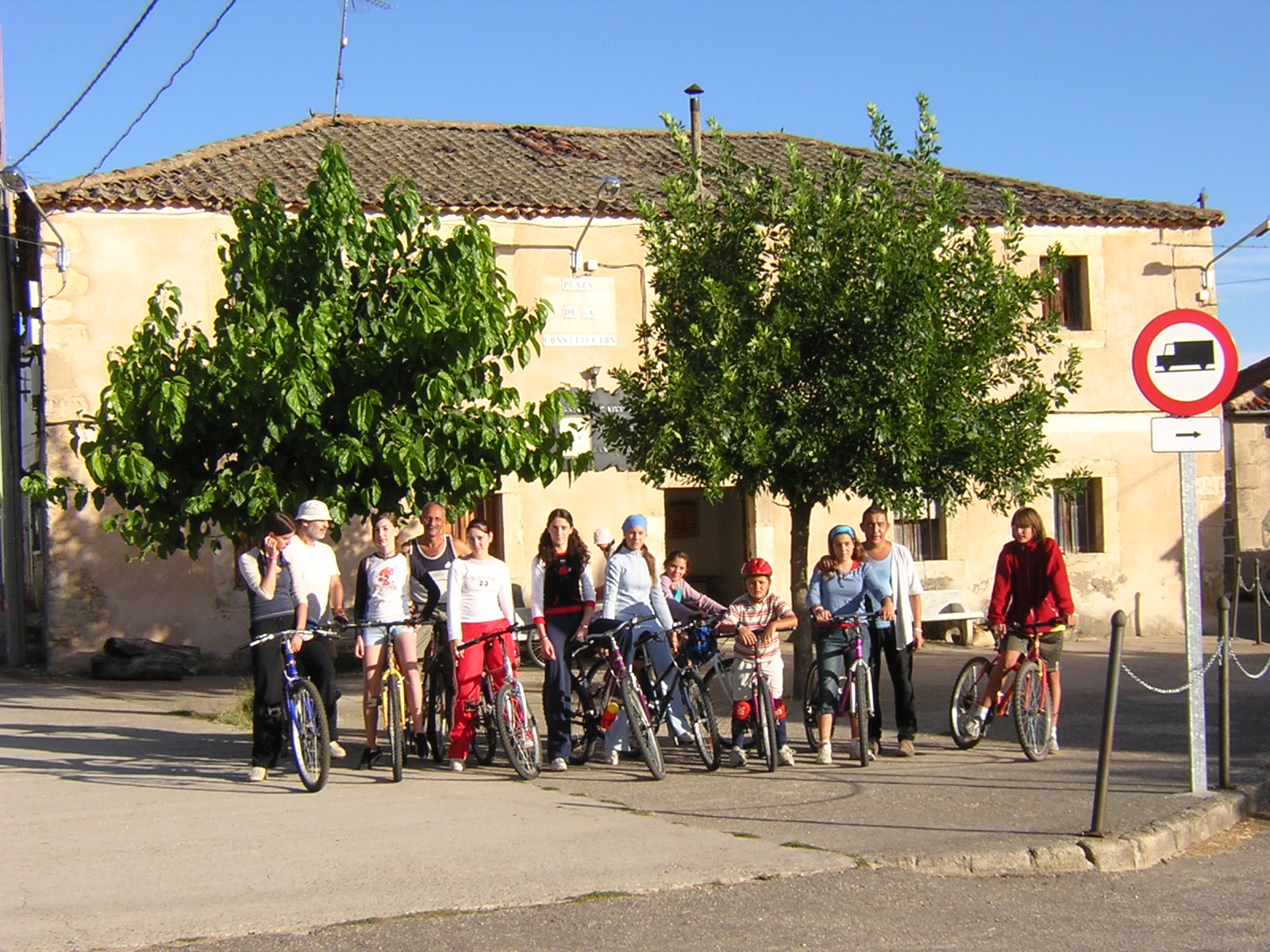
Excursión en bicicleta.

- Cultural: Son aquellas cuyo principal fin es la visita y conocimiento del patrimonio histórico, cultural y artístico de determinada zona. Por lo general, estas excursiones requieren de un guía profesional que conozca sobre el lugar que se visita.
- De Naturaleza o Ecoturismo: Son aquellas que se relacionan con el disfrute de la naturaleza de manera responsable, teniendo en cuenta que se trata del cuidado de la flora y fauna del lugar que se visita.
- De Montaña y Aventura: Son excursiones que también tienen contacto con la naturaleza, sin embargo, dicha relación es de manera más activa y puede incluir mayor riesgo según la altura de montaña.
- Deportiva: Son excursiones que usan, por lo general, rutas en las que se puede acceder con bicicleta, patineta u otro elemento propio de algún deporte.
- Gastronómica: Como su nombre lo indica, son aquellas que tienen como objetivo conocer sobre culturas culinarias y sus tradiciones gastronómicas. Según el conocimiento de los excursionistas, puede hacer uso o no de un guía turístico profesional sobre el lugar que se visita.
- De Salud y Bienestar: Son excursiones breves con las que se pretende el descanso y buscando la mayor relajación posible.
- Religiosa: Tienen que ver con visitas a santuarios, a tumbas de santos, participar en celebraciones religiosas y/o peregrinaciones. La motivación de esta actividad es la fe.
- De Acompañamiento / Traducción: Son excursiones con fines de negocios, en las que las jornadas entre las partes negociantes son cortas pero dinámicas para facilitar la negociación.
- De Traslado: Son aquellas, que, por lo general, se dan de un punto a otro que requiere un corto pero dinámico trayecto, por ejemplo, de una isla a un hotel, entre otras.

## Actividades relacionadas

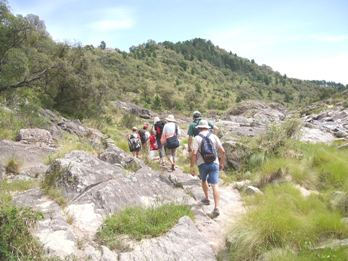
Senderismo.

### Disciplinas relacionadas con el concepto
El excursionismo se asocia principalmente a aquellas actividades realizadas a pie en algún medio natural, como por ejemplo las siguientes:
- Senderismo (hiking): Consiste en realizar rutas a pie en senderos previamente señalizados y que generalmente conllevan poco riesgo (baja montaña); se diferencia del excursionismo en que este último también se practica fuera de los senderos previamente señalizados, lo que conlleva una mayor dificultad. El senderismo forma parte del excursionismo y existe como tal desde el siglo XIX.
- Montañismo: Consiste en ascender montañas a pie, generalmente teniendo como meta llegar a su cumbre. Las travesías tienen más riesgo y requieren una mayor preparación. Dependiendo de la altitud y dificultad de la ruta se diferencia entre travesías de media montaña y de alta montaña (a partir de 2500 m).
- Espeleología: Se refiere a los recorridos que tienen por objetivo incursionar en cavernas sin fines científicos. Actualmente existe un debate en la denominación, ya que algunos le llaman a esta actividad espeleología y otros espeleismo, sin embargo, el primero es una ciencia y el segundo término, al igual que espeleo, no existen oficialmente en el idioma castellano.
- Campismo: Cuando se realizan acampadas (pernoctes en medio de la naturaleza) como fin principal, esta modalidad se presenta sola o acompañada de otras modalidades. El excursionismo tiene mucha relación con el campismo, ya que este último interviene en muchas excursiones, sobre todo las que requieren pernoctar en el medio natural. Esta interacción se da en dos formas dependiendo de qué actividad sea la principal: si el objetivo de la actividad es realizar una travesía que implique pernoctar en el medio natural entonces requerirá acampar, que se volverá una actividad complementaria del excursionismo; si por el contrario, se organiza un campamento en una determinada zona natural en la que se llega sobre todo en vehículos, y este se toma como base para actividades y excursiones por la zona, entonces el excursionismo pasa a ser una actividad complementaria del campamento. Asimismo, existen excursiones sin campamento y campamentos sin excursión en los que sólo se realizan actividades en un lugar fijo.

### Otras actividades
- Escalada
- Barranquismo o descenso de barrancos
- Esquí de travesía
- Carreras campestres

## Ventajas
La actividad excursionista conlleva a muchas satisfacciones y retos para las personas. Los excursionistas aman, por lo general, la naturaleza y desean compartir directamente una parte de su vida con ella. Debido a que no hay edad para esta actividad de carácter deportivo y recreativo, permite la sana convivencia entre familiares, amigos, entre otros.
Otras ventajas del excursionismo son:
- Se conoce a la naturaleza íntimamente, por lo que se le respeta más.
- Conlleva un excelente ejercicio cardiovascular.[11]
- Se realiza alejado de todo tipo de contaminación urbana.
- Se conocen más profundamente las regiones, las poblaciones y los sitios naturales así como su flora y fauna.